# NGC 1618
NGC 1618 é uma galáxia espiral barrada (SBb) localizada na direcção da constelação de Eridanus. Possui uma declinação de -03° 08' 55" e uma ascensão recta de 4 horas, 36 minutos e 06,6 segundos.
A galáxia NGC 1618 foi descoberta em 1 de Fevereiro de 1786 por William Herschel.